# Spencer (film)
Spencer è un film del 2021 diretto da Pablo Larraín e sceneggiato da Steven Knight.
Si tratta di una "ricostruzione immaginaria" della decisione di Lady Diana, interpretata da Kristen Stewart, di separarsi dall'allora Principe di Galles Carlo. È stato presentato in concorso alla 78ª Mostra internazionale d'arte cinematografica di Venezia.

## Trama
Nel dicembre 1991, la famiglia reale britannica si prepara a trascorrere le vacanze di Natale nella tenuta della regina a Sandringham, nel Norfolk. Tra i partecipanti c'è Diana, Principessa del Galles, il cui matrimonio con il principe Carlo è diventato teso a causa della sua relazione con Camilla Parker Bowles. Mentre il considerevole staff di Sandringham, guidato dall'abile maggiore Alistair Gregory, si prepara all'arrivo dei reali, Diana guida per le campagne del Norfolk. Sull'orlo di un esaurimento nervoso, evita di dirigersi a Sandringham fino a quando non incontra il capo chef Darren McGrady. Fermatasi con l'auto, nota che la residenza del vicinato, da tempo abbandonata, era la sua casa d'infanzia.
Diana arriva a un ricevimento apatico la vigilia di Natale. I suoi figli William e Harry sono entusiasti di vederla, ma lei non tenta di socializzare con la famiglia reale, che per lo più la ignora. L'unica amica di Diana nella tenuta è la guardarobiera Maggie, che la incoraggia a tenere testa alla famiglia reale e ad adempiere agli obblighi che la aspettano. Diana trova un libro su Anna Bolena nella sua camera da letto. Comincia a fare sogni sulla donna (inclusa un'allucinazione di lei a una cena della vigilia di Natale, in cui immagina di distruggere una collana di perle regalatale da Carlo e di mangiare le perle nella zuppa), arrivando infine a credere che il fantasma di Anna Bolena la stia perseguitando. Diana cerca di visitare la sua casa d'infanzia di notte, ma viene fermata dalle guardie reali, che la scambiano per un'intrusa.
Il giorno di Natale Diana assiste alla funzione nella chiesa di Santa Maria Maddalena a Sandringham, dove nota Camilla tra la folla e viene fotografata da numerosi giornalisti invadenti. Ha una conversazione difficile con Carlo, che respinge la preoccupazione di Diana per la partecipazione di William e Harry a una caccia al fagiano il giorno successivo e le consiglia di sviluppare un più forte senso di separazione tra la sua vita pubblica e quella privata. Carlo organizza in segreto l'allontanamento di Maggie che parte per Londra e diffonde voci secondo cui lei aveva lasciato il libro di Bolena nella stanza di Diana e fatto commenti critici sulla sua salute mentale; McGrady nega le voci quando Diana lo interroga.
Il maggiore Gregory tenta di incoraggiare Diana a conformarsi alle pressioni della vita reale, ricordandole che i soldati dell'esercito britannico muoiono tentando di proteggere gli interessi della Corona; Diana risponde affermando di non aver mai chiesto a nessuno di morire per la Corona. Dopo aver immaginato di ferirsi con un paio di tronchesi datele da McGrady, Diana evita la cena formale del giorno di Natale, correndo invece alla sua casa d'infanzia. I ricordi della sua giovinezza più felice la prendono e balla da una stanza all'altra, immaginando sé stessa più giovane. Pensa di suicidarsi gettandosi da una rampa di scale, ma l'allucinazione di Bolena la ferma, e perciò si limita a fare a pezzi la sua collana di perle.
Il giorno di Santo Stefano Diana si sveglia nella sua stanza e scopre che Maggie è stata richiamata da Londra. Le due si recano in una spiaggia vicina, dove Diana parla dei suoi problemi mentali e coniugali. Maggie risponde confessandole di essere innamorata di lei. Dopo aver lasciato la spiaggia, Diana si precipita al tiro del fagiano ed esce davanti alla folla di cacciatori, imitando i movimenti degli uccelli. Dice a Carlo di voler portare William e Harry a Londra, cosa che Carlo accetta con esitazione. Diana saluta Maggie e McGrady, mentre il maggiore Gregory rimette il libro su Anna Bolena nella biblioteca.
Mentre si allontanano, Diana e i suoi figli cantano la canzone All I Need Is a Miracle di Mike + The Mechanics. In lontananza si vede uno spaventapasseri che Diana aveva costruito quando era più giovane, ora adornato con abiti della sua prima età adulta. Dopo essersi fermata a un fast food, Diana si reca a Londra, dove inizia il processo di crescita dei suoi figli in modo indipendente. Guarda oltre il Tamigi, incerta sul suo futuro ma non più gravata dalla memoria o dalla responsabilità reale.

## Promozione
Il 25 agosto 2021 è stata diffusa online la prima locandina del film, seguita il giorno successivo dal teaser trailer, anche in italiano. Il primo trailer viene diffuso il 23 settembre 2021, seguito da quello in italiano il 30 novembre dello stesso anno.

## Distribuzione
Il film è stato presentato in anteprima il 3 settembre 2021 in concorso alla 78ª Mostra internazionale d'arte cinematografica di Venezia ed è stato distribuito nelle sale cinematografiche statunitensi il 5 novembre dello stesso anno. In Italia il film sarebbe dovuto uscire nelle sale il 20 gennaio 2022 su distribuzione 01 Distribution, ma la data è stata posticipata al 31 marzo dello stesso anno e poi definitivamente anticipata di una settimana, al 24.

## Riconoscimenti
- 2022 - Premio Oscar
  - Candidatura per la miglior attrice a Kristen Stewart
- 2022 - Golden Globe
  - Candidatura per la migliore attrice in un film drammatico a Kristen Stewart
- 2021 - Mostra internazionale d'arte cinematografica di Venezia
  - In concorso per il Leone d'oro al miglior film
- 2021 - Critics' Choice Awards
  - Candidatura per la migliore attrice a Kristen Stewart
  - Candidatura per la migliore colonna sonora a Jonny Greenwood